# 안준성 (유도 선수)
안준성 (1997년 8월 25일~)은 대한민국의 유도 선수이다. 2018년 세계 선수권 대회에서 혼성 단체전 동메달을 획득했다.
1984년 하계 올림픽 유도 금메달리스트인 안병근의 아들이다.